# Diószeghy Dániel
Diószeghy Dániel (Ungmogyorós, 1900. július 26. – Budapest, 1969. december 25.) kohómérnök, egyetemi tanár, kutatóintézeti igazgató, a korszerű hazai tüzeléstani oktatás és kutatás megalapozója.

## Tanulmányai
Diószeghy Dániel a mai Szlovákia területén született, ahol földműves-gazdálkodó szülei hét gyermeket neveltek. Anyagi gondok miatt a gyermekek közül egyedül ő tanulhatott tovább az elemi iskola után. 1912-ben kezdte középfokú tanulmányait a sárospataki Református Kollégiumban, ahol – mint jeles rendű és szegény sorsú tanuló – tandíjmentességet kapott, és 1920-ban érettségizett.
Ezt követően a Selmecbányáról – a trianoni békeszerződés következtében – frissen Sopronba települt Bányászati és Erdészeti Főiskolára iratkozott be. Az iskola nehéz körülmények között kezdte soproni működését: a Károly Laktanya üres termeiben folyó oktatáshoz a legelemibb feltételek is hiányoztak, alig maradt némi felszerelés, még fűtés sem volt. 1923-ban létrehoztak egy Tüzeléstan és Anyagvizsgálat elnevezésű új tanszéket, innen gyökereznek ismeretei a tüzeléstan tárgykörben. Diószeghy 1925-ben kitűnő minősítéssel vaskohómérnöki oklevelet szerzett.

## Soproni évek
Végzés után sikeresen megpályázta a főiskola Mennyiségtani Tanszékére meghirdetett állást, noha szakmai érdeklődése a vaskohászat felé vonzotta. Végül 1928-ban a Cotel Ernő vezette Vaskohászattani Tanszékre került tanársegédként. Diószeghy tanársegédi feladatához tartozott a szerény öntészeti, metallurgiai, hengerlési és mikroszkópos laboratórium és gyűjtemény fejlesztése (a selmeci Akadémia híres laboratóriumai Selmecbányán maradtak). Gyakorlati irányú képzése érdekében nyári szünidőit saját költségén az ózdi és a diósgyőri gyárak üzemeiben töltötte.
1935-ben házasságot kötött Vida Ferenc elemi iskolai igazgató Ilona leányával. Házasságukból három gyermekük született: Dániel (1936), Hajnalka (1939) és László (1943).
Egy időre az öntészet felé irányult figyelme, ahol elsősorban a formázó homok tulajdonságainak vizsgálatával foglalkozott, és eredményeiről folytatásos cikksorozatot jelentetett meg a Bányászati és Kohászati Lapokban 1935-ben. 1936-ban adjunktussá nevezték ki.
1938-ban a Tüzeléstani és Anyagvizsgálati tanszéken Diószeghyt bízták meg a tanszéki teendők ellátásával úgy, hogy egyúttal a Vaskohászattani tanszéken is ellássa addigi teendőit. Ez a párhuzamosság 1943-ig tartott, de egyre inkább a tüzeléstan került érdeklődése előterébe. Több éves kutatómunkája eredményeként Szeneink értékelése időszakos tüzelés szempontjából címmel nyújtotta be doktori disszertációját, amelynek alapján kapta kitüntetéssel műszaki doktori fokozatát 1940-ben.
Időközben helyettes tanári kinevezést kapott. Kifejlesztette és előadta a tüzeléstan tananyagát. 1942. március 30-án magántanári tudományos fokozatot nyert el az Épületek hőellátásának tüzeléstani kérdései című dolgozata alapján. Új tárgyat vezetett be a kohászoktatásba „Kőzetek tűzi feldolgozása” címmel, de a bányászokat is oktatta, akiknek „Tüzeléstani enciklopédiá”-t adott elő. Ismét „párhuzamos” oktatási időszak következett: a nyugalomba vonult Cotel Ernő helyett 1944-től 1946-ig a Vaskohászati tanszék vezetését is ellátta.
A második világháború idején kétszer is rövid idejű katonai szolgálatra hívták be, de frontszolgálatot nem teljesített.
A háború után kutatásainak fő témája a kohóipari kemencék hőmunkájának vizsgálata lett. Az 1948-ban megjelent Tüzeléstechnikai Zsebkönyv ipari kemencékről szóló fejezetét ő írta. Ez időben megjelenő tanulmányaiban is a kemencékben lejátszódó égési és hőátadási folyamatok irányításához szükséges elméleti összefüggéseket ismertette. Áttekintést nyújtott a kemence hőmunkájának megítéléséhez szükséges anyag- és energiamérleg tételeinek meghatározásáról, az égésellenőrzés módszeréről és eszközeiről, a kemencék áramlástani viszonyairól.

## Miskolci évek
1949-ben létrehozták Miskolcon a Nehézipari Műszaki Egyetemet, amelynek Kohómérnöki Kara a soproni főiskoláról került oda. A soproni professzorok közül elsőként Diószeghy költözött Miskolcra családjával együtt, 1951 szeptemberében. Soproni előadásai alapján összeállította és megjelentette egyetemi sokszorosításban a Tüzeléstan I-II., majd a Tüzeléstan III. jegyzetet. Ekkor jelent meg Kőzetek tűzi feldolgozása című jegyzete is. Az 1950-es években a Kohómérnöki Kar dékánhelyetteseként dolgozott.
1957-ben megjelent könyve a Vaskohászati Enciklopédia-sorozat második köteteként A vaskohászat tüzelőanyagai címmel. Geleji Sándor akadémikus, a sorozat főszerkesztője ezt írta a kötet előszavában: „Ez a kötet is, mint a Vaskohászati Enciklopédia többi kötete, különös hangsúllyal tárgyalja a különleges magyar adottságokat és lehetőségeket, és így, mint a többi kötetnek, ennek is hézagpótló feladata van a magyar kohászati irodalomban”. 1959-ben megjelent Tüzeléstan című kötete, amely az oktatás szolgálatára íródott. Az egyetemi előadásokat a lehetőség szerint legtöbbször maga tartotta, és rendszeresen látogatta a gyakorlati órákat is, de elárt a hallgatók nyári üzemi gyakorlataira is.
1958. augusztus 14-én – hosszú évek előkészítő munkája eredményeként – létrehozta a Hőtechnikai Kutató Állomást, a későbbi Tüzeléstechnikai Kutatóintézetet, majd Tüzeléstechnikai Kutató és Fejlesztő Rt-t, amelynek alapításától fogva igazgatója volt, emellett tanszéki feladatait is ellátta. Az eleinte néhány szakemberből álló intézetet az évek folyamán 200 fős kutató-kivitelező intézetté fejlesztette. A kutatóállomás fő feladatai közé állította a kemencék áramlástanának, a füstgáz-sugárzás növelésének, a hőtranszformáció lehetőségének, a nagyobb hevítési sebesség feltételeinek kutatását, megoldását. E témában írt Hőenergia, mint kemencetervezési tényező című cikkében a lángalak és a munkatér-méret optimális arányainak alapvető összefüggéseit feltárva bizonyította, hogy a különböző feladatú kemencék munkatérében kialakuló áramlás jellege döntő módon meghatározza a hőátadás jellegét, befolyásolja a teljesítmény alakulását. 1963-ban jelent meg új Kohászati kemencék I. című egyetemi jegyzete, majd 1965-ben az Öntödei kemencék II.
A Magyar Tudományos Akadémia két munkabizottságának tagjaként tevékenykedett. Munkája elismeréseként 1964-ben a Gépipar Kiváló Dolgozója emlékéremmel, 1965-ben a Munka Érdemérem bronz fokozatával, később Szikla Géza-díjjal és Zorkóczi-emlékéremmel tüntették ki. 1968-ban visszavonult az oktatástól, főállású munkahelyéül a TÜKI-t választotta.
70. életévéhez közeledve szervezetét kikezdte a betegség, 1969. december 25-én, karácsony napján hunyt el.